# هادسن جت
هادسِن جت (Hudson Jet) خودرویی است که در سال‌های ۱۹۵۳ تا ۱۹۵۴تولید شده‌است. طراحی آن خودروهای موتور جلو-محور جلو بوده طول آن در حالت طبیعی ۱۸۰٫۷ اینچ (۴٬۵۹۰ میلیمتر)، عرض آن در حالت طبیعی ۶۷ اینچ (۱٬۷۰۲ میلیمتر) و ارتفاع آن در حالت طبیعی ۶۲٫۸ اینچ (۱٬۵۹۵ میلیمتر) و وزن آن در حالت طبیعی ۲٬۶۵۰ پوند (۱٬۲۰۲ کیلوگرم) است. سیستم جعبه‌دندهٔ آن ۳ دنده به دو صورت خودکار و دستی است.